# Гаррі Ван Берґен
Гаррі Ван Берґен (англ. Harry Van Bergen, 15 квітня 1871 — 31 грудня 1963) — американський яхтсмен.
Бронзовий призер Олімпійських Ігор 1900 року в класі понад 20 тонн.